# Jeurys Familia
Jeurys Familia (* 10. Oktober 1989 in San Cristóbal, Dominikanische Republik) ist ein dominikanischer Baseballspieler. Der Pitcher ist seit der Saison 2012 in der Major League Baseball aktiv. Bis auf eine kurze Unterbrechung 2019 steht der Closer bei den New York Mets unter Vertrag.

## Karriere

### Minor Leagues
Familia, der nie an einem MLB Draft teilnahm, wurde im Jahr 2007 von den New York Mets verpflichtet und spielte 2008 in der Gulf Coast League für das Minor League Team GCL Mets 11 Partien als Starting Pitcher. 2009 beim A-Level Team des Franchise, den Savannah Sand Gnats, startete er bei 23 von 24 Einsätzen und beendete das Jahr mit einem Win–Loss von 10–6 und einem ERA von 2,69. Nach der Hochstufung ins Advanced A Team St. Lucie Mets spielte er 2010 und den ersten Monat der Saison 2011 in Summe 30 Mal mit einem Pitching Record von 7–10 für St. Lucie. Im Mai 2011 folgte der Sprung in die zweithöchste Minor League Klasse zu den Binghamton Mets, bei denen er noch zu 17 Starts kam. 2012 wurde Familia in die höchste Klasse zu den Buffalo Bisons hochgestuft, kam dort bei 28 Starts zu einem Pitching Record von 9–9 bei einem ERA von 4,73. Anfang September wurde Familia dann erstmals in den Kader des Major League Teams berufen.

### Major League
Jeurys Familia debütierte am 4. September 2012 als Relief Pitcher im Auswärtsspiel bei den St. Louis Cardinals, bei dem er das achte Inning pitchte. In der MLB-Saison 2012 kam er in Summe zu acht Einsätzen, davon einen als Starter. Alle Partien waren für Familia eine No-Decision, bedeutet, dass er weder einen Win noch ein Loss zu Saisonende in der Statistik hatte.
Zu Beginn der Saison 2013 absolvierte Familia eine Partie, bevor er zu den Las Vegas 51s, die mittlerweile die Buffalo Bisons als AAA-Team der Mets ersetzt hatten, versetzt wurde. Nach zehn Tagen wurde er allerdings bereits wieder ins MLB-Team zurückgeholt. Am 12. Mai 2013 wurde Familia aufgrund einer Tendinitis im rechten Ellenbogen auf die Disabled List gesetzt. Nachdem konventionelle Rehabilitierungsmaßnahmen nicht griffen, musste er sich im Juni einem arthroskopischem Eingriff unterziehen. Nach einer Rehabilitierungsphase in den Minor Leagues wurde Familia im September wieder in den MLB Kader berufen.
In der Saison 2014 wurde Familia dann bei den Mets zum setup man vor Closer Jenrry Mejía, sprich zu dem Pitcher, der normalerweise im achten Inning spielt und somit vor dem Closer, der meist das Spiel im neunten sichern soll. Am Ende der Spielzeit standen 76 Einsätze bei einem ERA von 3,03, 73 Strikeouts und fünf Saves in Familias Statistik.

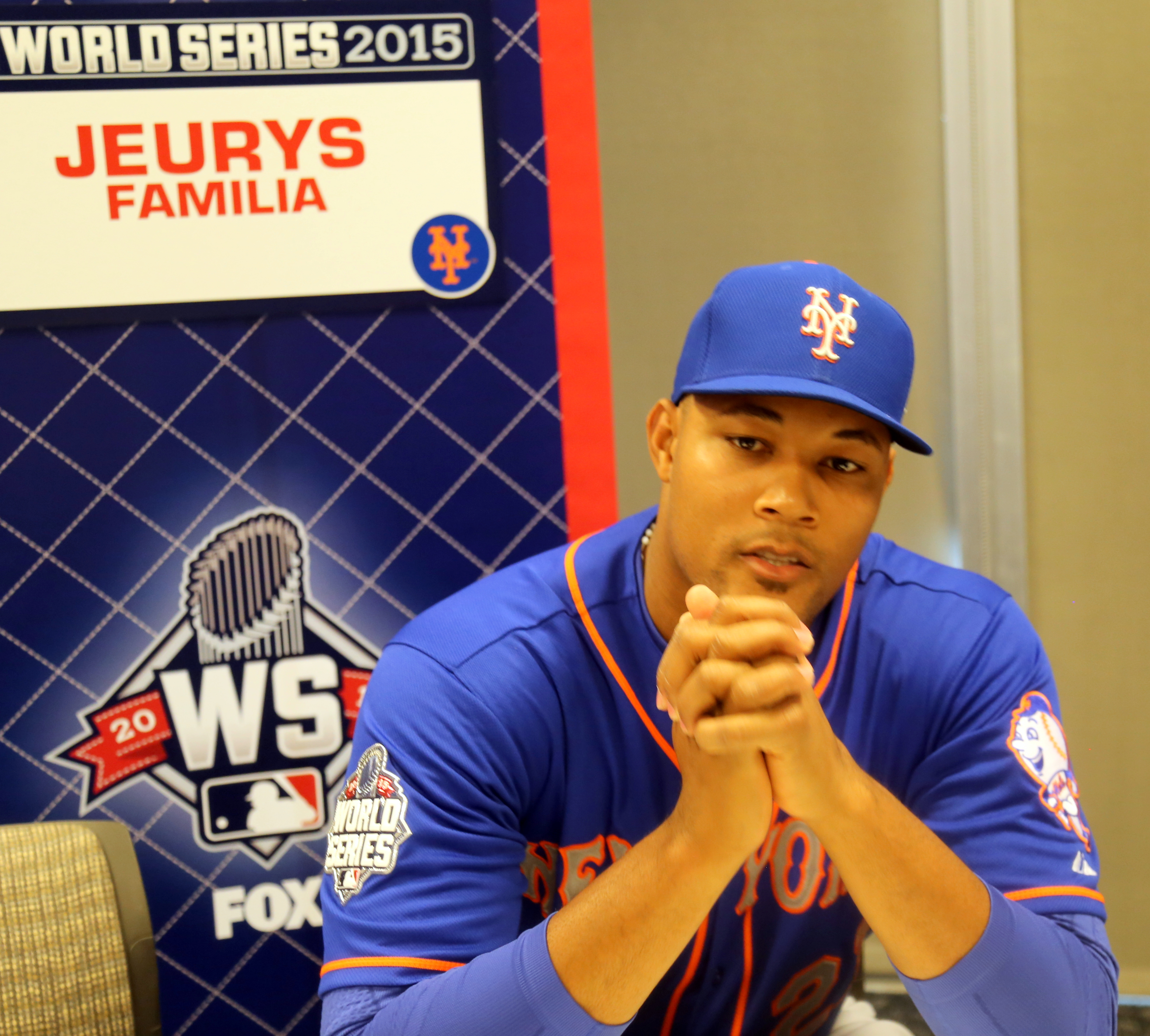
Jeurys Familia beim Media Day im Rahmen der World Series 2015

Nachdem Jenrry Mejía zu Beginn der Spielzeit 2015 bereits des Dopings mit anabolen Steroiden überführt wurde, kam im Juli 2015 ein erneutes Vergehen hinzu und Mejía wurde eine komplette Saison gesperrt. Familia, der 2014 als setup man überzeugt hatte, wurde von den Mets zum neuen Closer ernannt. In 76 Spielen 2015 konnte er 43 Saves für die Mets einspielen und beeindruckte mit einem guten ERA von 1,85. Nach acht Jahren qualifizierten sich die Mets zudem wieder für die Post Season, so dass Familia zu den ersten Playoffeinsätzen seiner Karriere kam. In der National League Division Series 2015 gegen die Los Angeles Dodgers wurde er in vier von fünf Spielen eingesetzt ohne einen einzigen Run zu kassieren und schaffte in Spiel 1 und Spiel 4 der Serie jeweils einen Save. In der National League Championship Series 2015 sweepten die Mets die Chicago Cubs in vier Spielen, bei denen Familia immer als Closer ohne gegnerischen Run blieb und in drei von vier Spielen erneut der Saving Pitcher war. Die World Series 2015 war für Familia, wie auch für die Mets in Summe, weniger erfolgreich. Auch wenn offiziell nur ein Earned Run bei vier Einsätzen in seiner Statistik auftaucht, konnte er nur ein Spiel erfolgreich beenden. Bei drei von vier Spielen wurde er bei Führung der Mets eingewechselt und verließ den Mound zwei Mal davon bei unentschiedenem Spielstand und ein Mal mit Rückstand.
Nachdem Familia zu Beginn der Saison 2016 alle 16 seiner Save-Chancen am Stück nutzte, stellte er einen neuen Franchiserekord der Mets für die saisonübergreifend meisten erfolgreichen Saves am Stück in der Regular Season auf. Mit seinen 32 Saves am Stück übernahm er diesen Teamrekord von Billy Wagner, der in den Spielzeiten 2006 und 2007 31 Saves am Stück erreicht hatte. Am 24. Juni 2016 verbuchte Familia den 25sten aufeinanderfolgenden Save seit Saisonbeginn und stellte damit einen weiteren Franchiserekord der Mets auf. Saisonübergreifend war dies bereits der 41ste Regular Season Save am Stück. Am 5. Juli 2016 wurde Familia für den Kader der National League für das MLB All-Star Game 2016 nominiert. Am 27. Juli 2016 endete seine Serie ohne Blown Save bei der 4:5-Niederlage gegen die St. Louis Cardinals, bei der er zwei Runs zuließ. Zu diesem Zeitpunkt hatte Familia 52 Regular Season Saves am Stück erreicht und damit die drittlängste Serie der MLB-Historie aufgestellt.
Für die ersten 15 Spiele der Saison 2017 wurde Familia von der MLB wegen Verstoßes gegen den Verhaltenskodex gesperrt. Hintergrund war ein Fall häuslicher Gewalt. Drei Wochen nach Ablauf seiner Sperre fiel Familia für weitere drei Monate aufgrund einer Verletzung der Schulter aus. In Summe kam er nur auf 26 Einsätze im Saisonverlauf. 2018 wurde Familia nach 40 Spielen für die Mets zu den Oakland Athletics getradet, für die er bis Saisonende auf weitere 30 Einsätze kam. Im Dezember 2018 unterschrieb Familia einen neuen Vertrag über drei Jahre bei den Mets, für die er 2019 in 66 Spielen zum Einsatz kam. Sein ERA von 5,70 war der schlechteste Wert seit seiner Rookie-Saison 2012.